# Domastryj
Domastryj – staropolskie imię męskie, złożone z członów Doma- („dom”; psł. *domъ oznacza „pomieszczenie, gdzie człowiek żyje ze swoją rodziną”; „wszystko, co jest w domu, rodzina, mienie, majątek”, „ród, pokolenie”, "strony rodzinne, kraj ojczysty”) i -stryj („stryj”). Może oznaczać „ten, którego stryjowie, krewniacy męscy od strony ojca, są w pobliżu, na miejscu”.